# 72. Międzynarodowy Festiwal Filmowy w Berlinie
72. Międzynarodowy Festiwal Filmowy w Berlinie odbył się w formie stacjonarnej w dniach 10–20 lutego 2022 roku. Imprezę otworzył pokaz francuskiego filmu Peter von Kant w reżyserii François Ozona. W konkursie głównym zaprezentowanych zostało 18 filmów pochodzących z 13 różnych krajów.
Jury pod przewodnictwem amerykańskiego reżysera M. Nighta Shyamalana przyznało nagrodę główną festiwalu, Złotego Niedźwiedzia, hiszpańskiemu filmowi Alcarràs w reżyserii Carli Simón. Drugą nagrodę w konkursie głównym, Srebrnego Niedźwiedzia – Grand Prix Jury, przyznano koreańskiemu obrazowi Film powieściowy w reżyserii Honga Sang-soo.
Honorowego Złotego Niedźwiedzia za całokształt twórczości odebrała francuska aktorka Isabelle Huppert.

## Członkowie jury

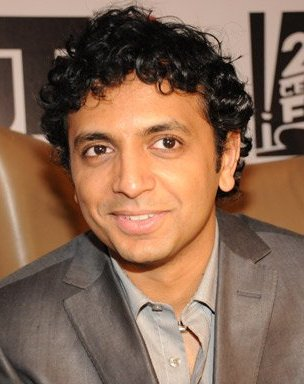
Przewodniczący jury konkursu głównego M. Night Shyamalan.

### Konkurs główny
- M. Night Shyamalan, amerykański reżyser – przewodniczący jury[7][8]
- Karim Aïnouz, brazylijski reżyser
- Saïd Ben Saïd, tunezyjski producent filmowy
- Anne Zohra Berrached, niemiecka reżyserka
- Tsitsi Dangarembga, zimbabweńska pisarka i reżyserka
- Ryūsuke Hamaguchi, japoński reżyser
- Connie Nielsen, duńska aktorka

### Sekcja „Spotkania”
- Chiara Marañón, dyrektorka programowa platformy internetowej MUBI
- Ben Rivers, brytyjski reżyser
- Silvan Zürcher, szwajcarski reżyser

### Konkurs debiutów reżyserskich
- Gaia Furrer, dyrektorka artystyczna sekcji „Giornate degli autori” na MFF w Wenecji
- Vimukthi Jayasundara, lankijski reżyser
- Shahrbanoo Sadat, afgańska reżyserka

### Konkurs filmów dokumentalnych
- Wang Bing, chiński reżyser
- Rana Eid, libańska operatorka dźwięku
- Susanne Schüle, niemiecka operatorka filmowa

### Konkurs filmów krótkometrażowych
- Rosa Barba, włoska reżyserka
- Payal Kapadia, indyjska reżyserka
- Reinhard W. Wolf, niemiecki krytyk filmowy

## Selekcja oficjalna

### Konkurs główny
Następujące filmy zostały wyselekcjonowane do udziału w konkursie głównym o Złotego Niedźwiedzia i Srebrne Niedźwiedzie:
| Tytuł polski                        | Tytuł oryginalny                            | Reżyseria              | Kraj produkcji    |
| ----------------------------------- | ------------------------------------------- | ---------------------- | ----------------- |
| A E I O U – Szybki alfabet miłości  | A E I O U – Das schnelle Alphabet der Liebe | Nicolette Krebitz      | Niemcy            |
| Alcarràs                            | Alcarràs                                    | Carla Simón            | Hiszpania         |
| Jeden rok, jedna noc                | Un año, una noche                           | Isaki Lacuesta         | Hiszpania         |
| Niewierna                           | Avec amour et acharnement                   | Claire Denis           | Francja           |
| Zadzwoń do Jane                     | Call Jane                                   | Phyllis Nagy           | Stany Zjednoczone |
| Kawałek nieba                       | Drii Winter                                 | Michael Koch           | Szwajcaria        |
| Takie lato                          | Un été comme ça                             | Denis Côté             | Kanada            |
| Wszystko będzie dobrze              | Everything Will Be OK                       | Rithy Panh             | Kambodża          |
| Leonora addio                       | Leonora addio                               | Paolo Taviani          | Włochy            |
| Niebieska linia                     | La ligne                                    | Ursula Meier           | Szwajcaria        |
| Ukryty klejnot                      | Manto de gemas                              | Natalia López Gallardo | Meksyk            |
| Nana                                | Nana                                        | Kamila Andini          | Indonezja         |
| Pasażerowie nocy                    | Les passagers de la nuit                    | Mikhaël Hers           | Francja           |
| Peter von Kant                      | Peter von Kant                              | François Ozon          | Francja           |
| Rabiye Kurnaz kontra George W. Bush | Rabiye Kurnaz gegen George W. Bush          | Andreas Dresen         | Niemcy            |
| Rimini                              | Rimini                                      | Ulrich Seidl           | Austria           |
| Film powieściowy                    | 소설가의 영화 Soseolgaui Yeonghwa           | Hong Sang-soo          | Korea Południowa  |
| W proch się obrócisz                | 隐入尘烟 Yin ru chen yan                    | Li Ruijun              | Chiny             |

### Sekcja „Spotkania”
Następujących 15 filmów zostało wyświetlonych na festiwalu w ramach sekcji „Spotkania”:
| Tytuł polski            | Tytuł oryginalny                          | Reżyseria                             | Kraj produkcji  |
| ----------------------- | ----------------------------------------- | ------------------------------------- | --------------- |
| Do piątku, Robinsonie   | À vendredi, Robinson                      | Mitra Farahani                        | Francja         |
| Aksjomat                | Axiom                                     | Jöns Jönsson                          | Niemcy          |
| Brat w każdym calu      | Брат во всем Brat wo wsjom                | Aleksandr Zołotuchin                  | Rosja           |
| Coma                    | Coma                                      | Bertrand Bonello                      | Francja         |
| Dzień ojca              | Father’s Day                              | Kivu Ruhorahoza                       | Rwanda          |
| Flux Gourmet            | Flux Gourmet                              | Peter Strickland                      | Wielka Brytania |
| Dziennik amerykański    | Journal d’Amérique                        | Arnaud des Pallières                  | Francja         |
| Keiko                   | ケイコ 目を澄ませて Keiko, me wo sumasete | Shô Miyake                            | Japonia         |
| Paczuszka pełna miłości | A Little Love Package                     | Gastón Solnicki                       | Argentyna       |
| Mutzenbacher            | Mutzenbacher                              | Ruth Beckermann                       | Austria         |
| Miasto i miasto         | Η Πόλη και η Πόλη I Poli ke i Poli        | Christos Passalis i Syllas Tzoumerkas | Grecja          |
| Królowe z dynastii Qing | Queens of the Qing Dynasty                | Ashley McKenzie                       | Kanada          |
| Słońce                  | Sonne                                     | Kurdwin Ayub                          | Austria         |
| Niepokój                | Unrueh                                    | Cyril Schäublin                       | Szwajcaria      |
| Śmierć mojej matki      | Zum Tod meiner Mutter                     | Jessica Krummacher                    | Niemcy          |

### Pokazy pozakonkursowe
Następujące filmy zostały wyświetlone na festiwalu w ramach pokazów pozakonkursowych w dwóch sekcjach:

#### Sekcja „Berlinale Special Gala”
| Tytuł polski                 | Tytuł oryginalny               | Reżyseria             | Kraj produkcji    |
| ---------------------------- | ------------------------------ | --------------------- | ----------------- |
| Co się tyczy Joan            | À propos de Joan               | Laurent Larivière     | Francja           |
| Walka z lodem                | Against the Ice                | Peter Flinth          | Dania             |
| Gangubai Kathiawadi          | గంగూబాయి కతియావాడి Gangubai Kathiawadi | Sanjay Leela Bhansali | Indie             |
| Powodzenia, Leo Grande       | Good Luck to You, Leo Grande   | Sophie Hyde           | Wielka Brytania   |
| Niewiarygodne, ale prawdziwe | Incroyable mais vrai           | Quentin Dupieux       | Francja           |
| Czarne okulary               | Occhiali neri                  | Dario Argento         | Włochy            |
| Skrytka                      | The Outfit                     | Graham Moore          | Stany Zjednoczone |
| Fałszerz                     | Der Passfälscher               | Maggie Peren          | Niemcy            |

#### Sekcja „Berlinale Special”
| Tytuł polski                    | Tytuł oryginalny            | Reżyseria                            | Kraj produkcji    |
| ------------------------------- | --------------------------- | ------------------------------------ | ----------------- |
| 1341 fotosów o miłości i wojnie | 1341 Frames of Love and War | Ran Tal                              | Izrael            |
| Serce dębu                      | Le chêne                    | Laurent Charbonnier i Michel Seydoux | Francja           |
| Pewna niemiecka partia          | Eine deutsche Partei        | Simon Brückner                       | Niemcy            |
| Gniazdo (krótkometrażowy)       | Hreiður                     | Hlynur Pálmason                      | Islandia          |
| Nic nie jest wieczne            | Nothing Lasts Forever       | Jason Kohn                           | Stany Zjednoczone |
| Terminal północny               | Terminal Norte              | Lucrecia Martel                      | Argentyna         |
| This Much I Know to Be True     | This Much I Know to Be True | Andrew Dominik                       | Wielka Brytania   |

### Sekcja „Panorama”
Następujące filmy zostały zaprezentowane w ramach sekcji „Panorama” (wyróżnione tytuły to zdobywcy nagrody publiczności):

#### Filmy fabularne
| Tytuł polski                  | Tytuł oryginalny                                            | Reżyseria                   | Kraj produkcji    |
| ----------------------------- | ----------------------------------------------------------- | --------------------------- | ----------------- |
| Wszyscy rozmawiają o pogodzie | Alle reden übers Wetter                                     | Annika Pinske               | Niemcy            |
| Szczęście                     | Бақыт Baqyt                                                 | Askar Uzabajew              | Kazachstan        |
| Piękne istoty                 | Berdreymi                                                   | Guðmundur Arnar Guðmundsson | Islandia          |
| Kopniakiem w tyłek            | Calcinculo                                                  | Chiara Bellosi              | Włochy            |
| Pięć małych wilczków          | Cinco lobitos                                               | Alauda Ruiz de Azúa         | Hiszpania         |
| Zatroskany obywatel           | אזרח מודאג Ezrah Mudag                                      | Idan Haguel                 | Izrael            |
| Kobieta                       | Una femmina                                                 | Francesco Costabile         | Włochy            |
| Fogaréu                       | Fogaréu                                                     | Flávia Neves                | Brazylia          |
| Dwie kobiety w mieszkaniu     | 같은 속옷을 입는 두 여자 Gat-eun sog-os-eul ibneun du yeoja | Kim Se-in                   | Korea Południowa  |
| Grand Jeté                    | Grand Jeté                                                  | Isabelle Stever             | Niemcy            |
| Bohaterowie klasy robotniczej | Хероји радничке класе Heroji radničke klase                 | Miloš Pušić                 | Serbia            |
| Pożar byłby lepszy            | Kdyby radši hořelo                                          | Adam Koloman Rybanský       | Czechy            |
| Klondike                      | Клондайк Klondike                                           | Maryna Er Horbacz           | Ukraina           |
| Piosenka o miłości            | A Love Song                                                 | Max Walker-Silverman        | Stany Zjednoczone |
| Północne niebo nad pustką     | El norte sobre el vacío                                     | Alejandra Márquez Abella    | Meksyk            |
| Sklep całodobowy              | Продукты 24 Produkty 24                                     | Michael Borodin             | Rosja             |
| Do jutra                      | تا فردا Ta farda                                            | Ali Asgari                  | Iran              |
| Taurus                        | Taurus                                                      | Tim Sutton                  | Stany Zjednoczone |
| Biegacz, dziwka, Arab, mąż    | Viens je t'emmène                                           | Alain Guiraudie             | Francja           |

#### Filmy dokumentalne
| Tytuł polski                      | Tytuł oryginalny              | Reżyseria                         | Kraj produkcji               |
| --------------------------------- | ----------------------------- | --------------------------------- | ---------------------------- |
| Miłość, forsa i śmierć            | Aşk, Mark ve Ölüm             | Cem Kaya                          | Niemcy                       |
| Bettina                           | Bettina                       | Lutz Pehnert                      | Niemcy                       |
| Brainwashed: seks, kamera, władza | Brainwashed: Sex-Camera-Power | Nina Menkes                       | Stany Zjednoczone            |
| Marzenia w Hotelu Chelsea         | Dreaming Walls                | Amélie van Elmbt i Maya Duverdier | Belgia                       |
| Pamiętniki z Mjanmy               | Myanmar Diaries               | The Myanmar Film Collective       | Birma                        |
| W moim imieniu                    | Nel mio nome                  | Nicolò Bassetti                   | Włochy                       |
| Nelly i Nadine                    | Nelly & Nadine                | Magnus Gertten                    | Szwecja                      |
| Nie ma prostej drogi do domu      | No Simple Way Home            | Akuol de Mabior                   | Kenia                        |
| Bez powrotu                       | No U-Turn                     | Ike Nnaebue                       | Nigeria                      |
| My, studenci                      | Nous, étudiants!              | Rafiki Fariala                    | Republika Środkowoafrykańska |

## Laureaci nagród

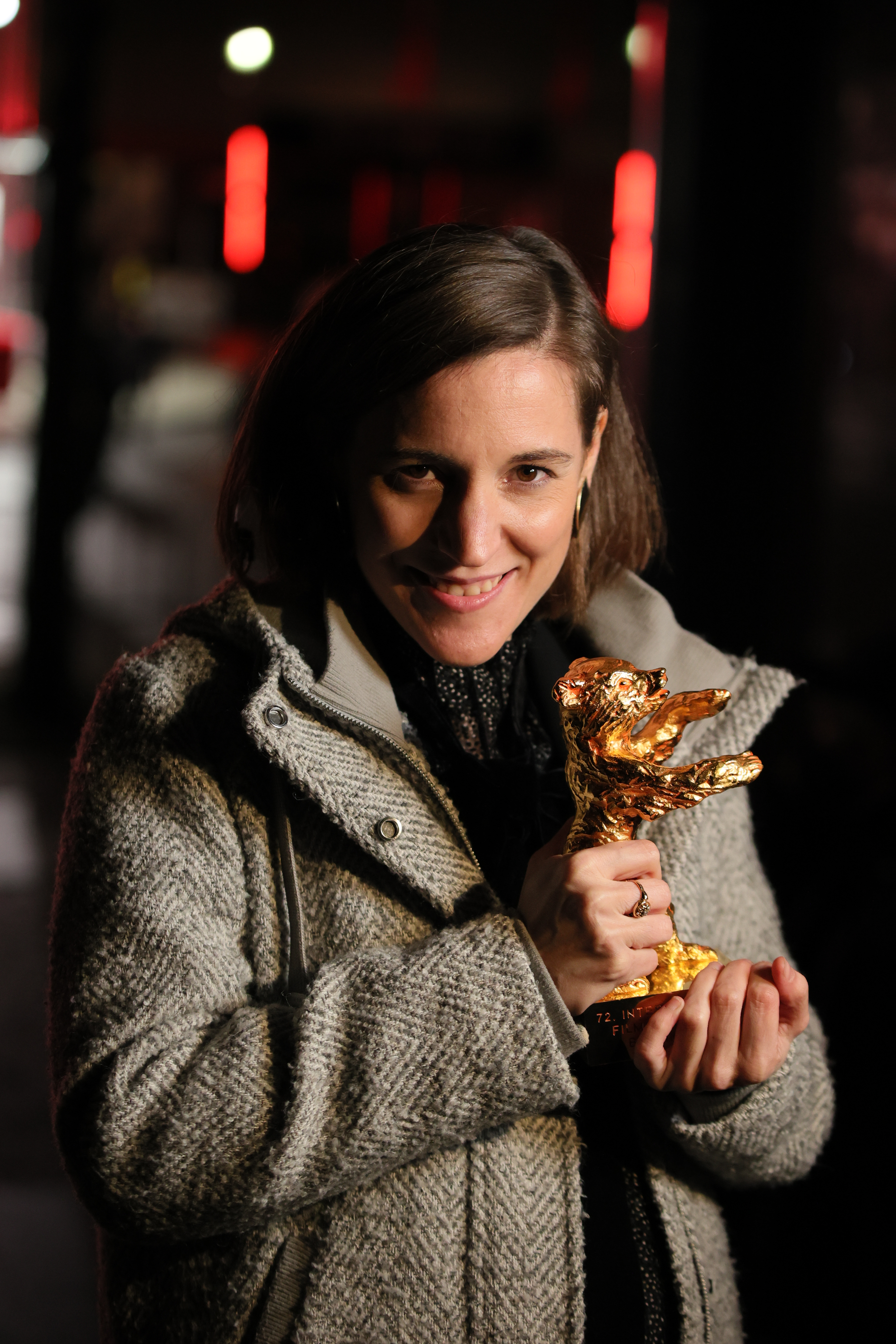
Carla Simón ze Złotym Niedźwiedziem za film Alcarràs.

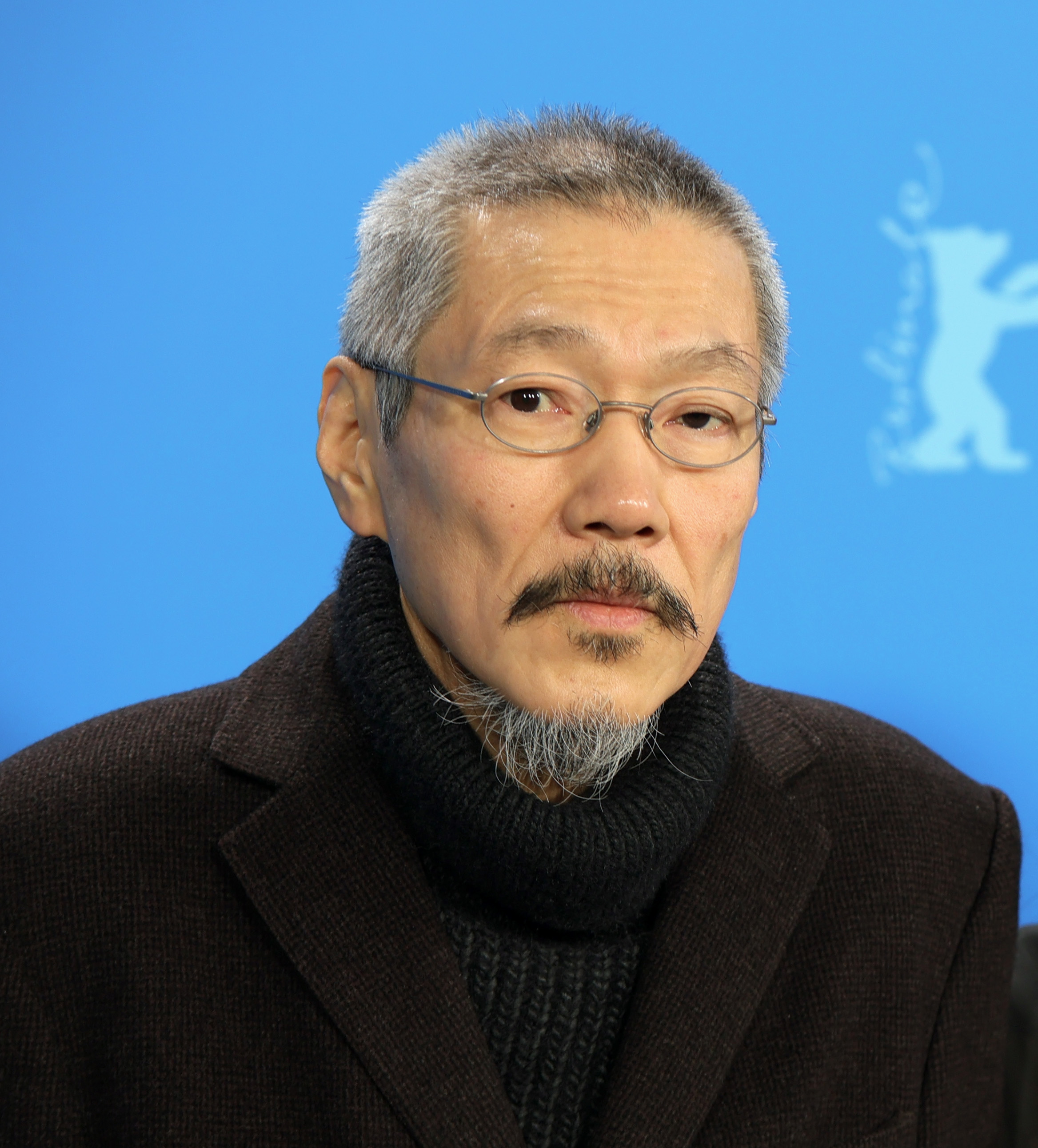
Hong Sang-soo, laureat Srebrnego Niedźwiedzia – Nagrody Grand Prix Jury.

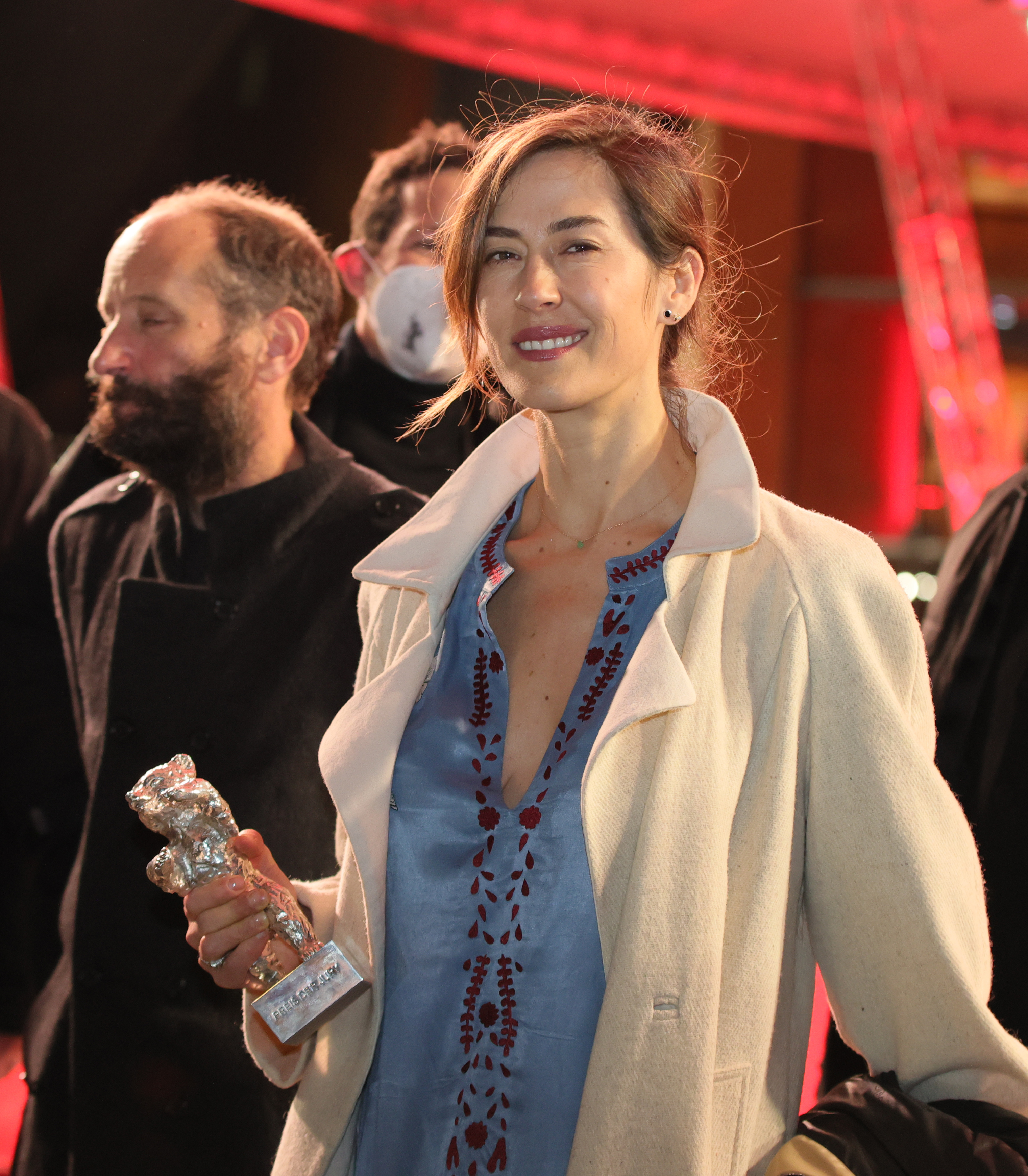
Natalia López Gallardo, zdobywczyni Srebrnego Niedźwiedzia – Nagrody Jury.

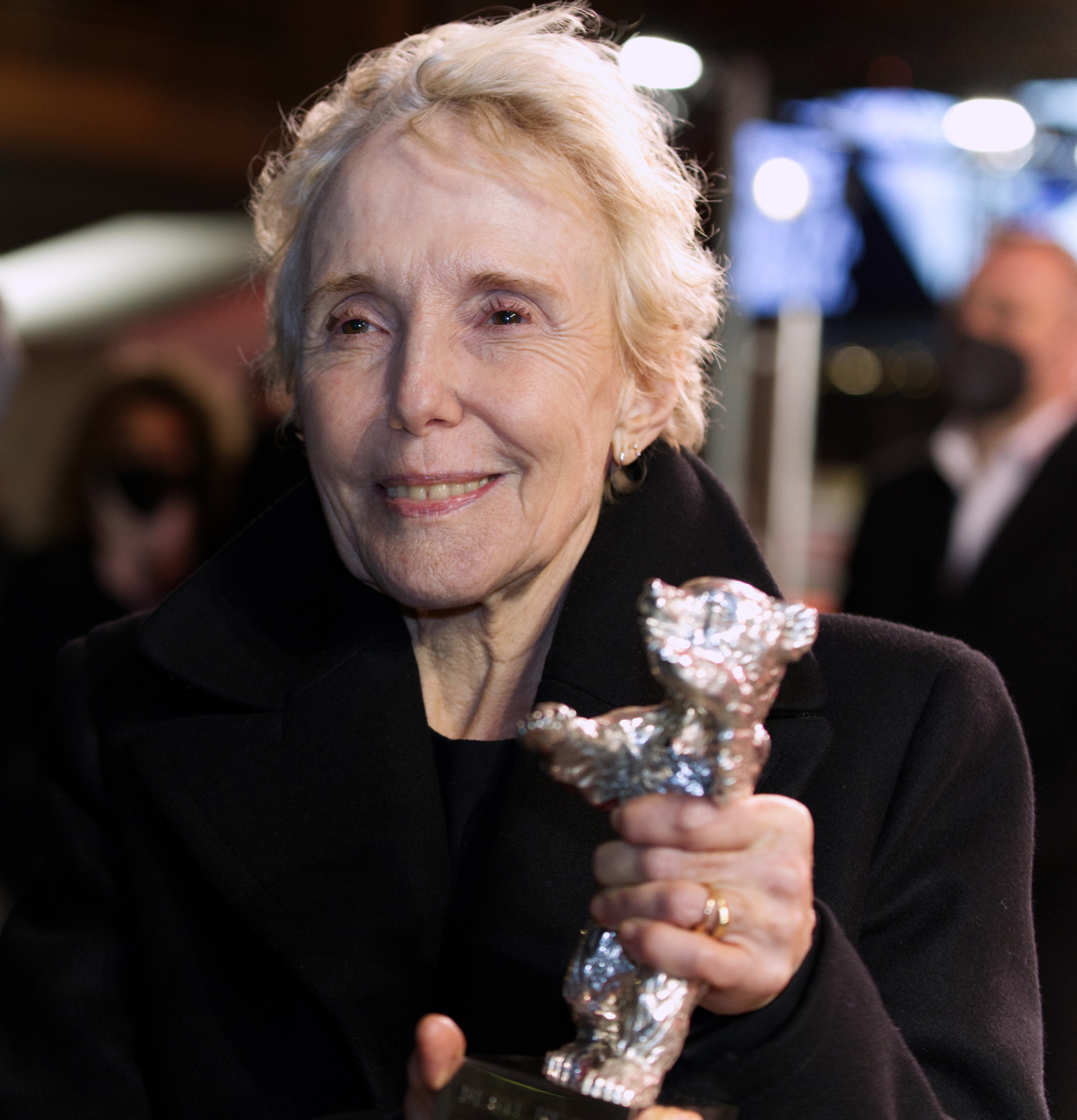
Claire Denis ze Srebrnym Niedźwiedziem za najlepszą reżyserię.

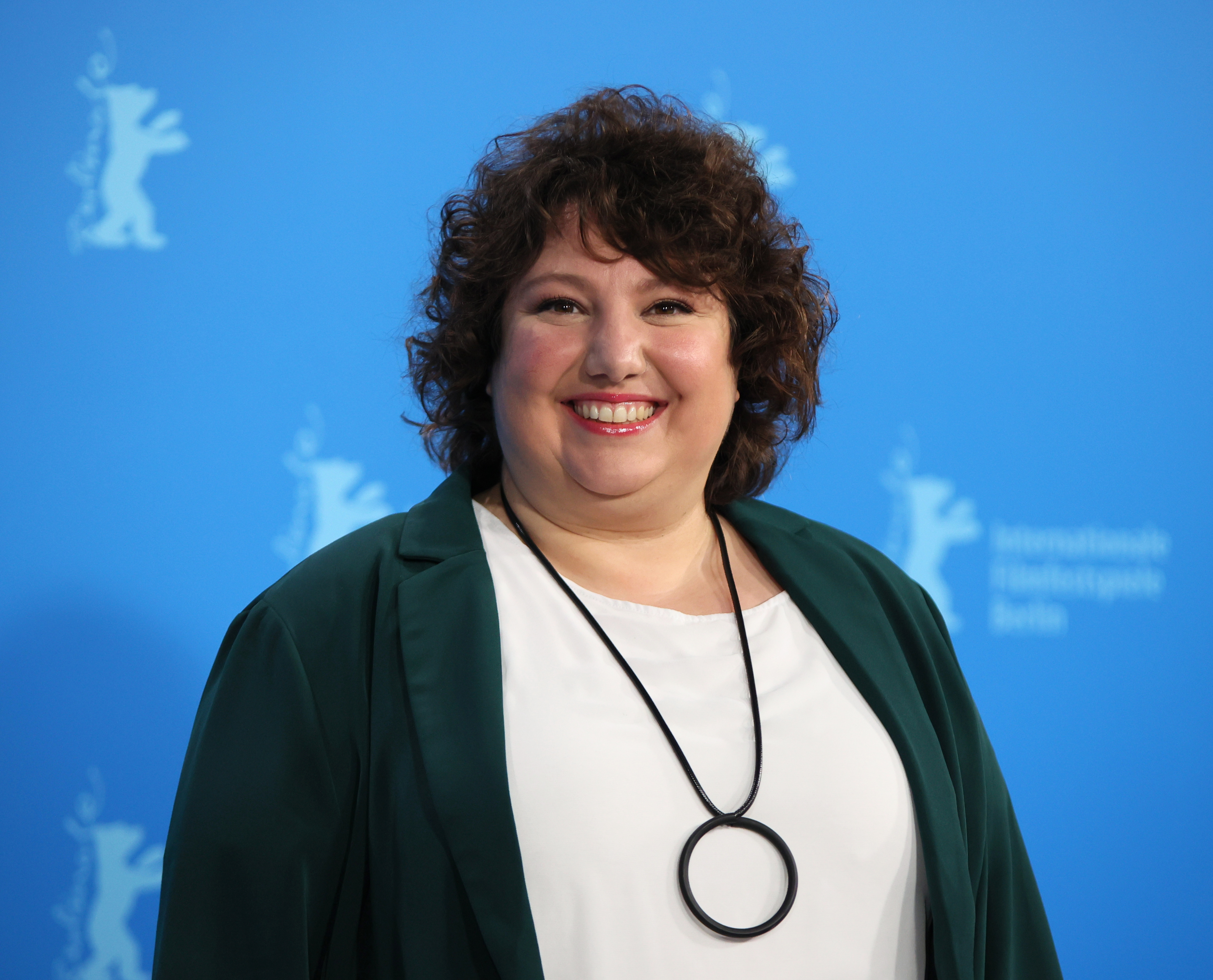
Meltem Kaptan, wyróżniona Srebrnym Niedźwiedziem za najlepszą rolę główną.

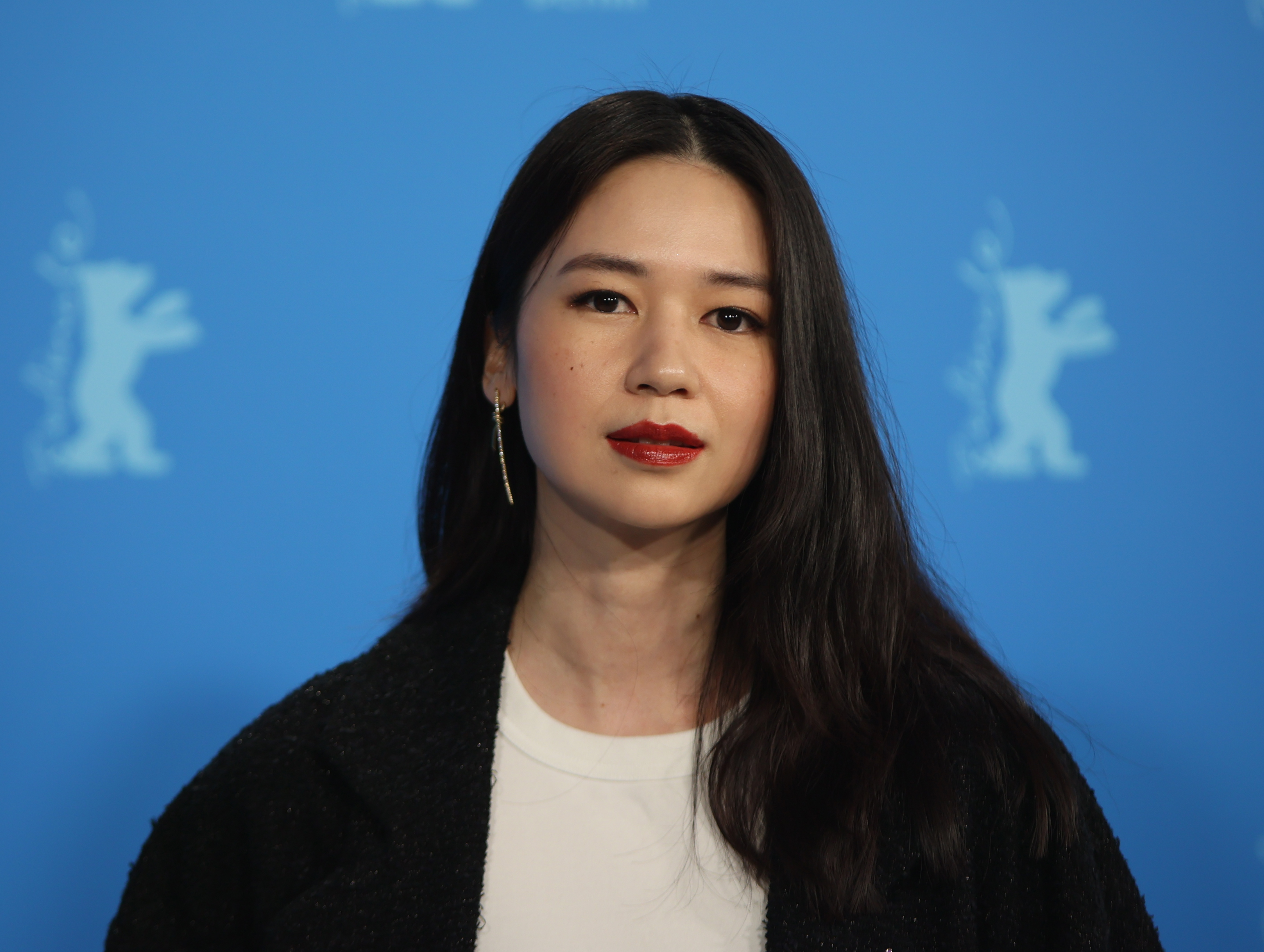
Laura Basuki, nagrodzona Srebrnym Niedźwiedziem za najlepszą rolę drugoplanową.

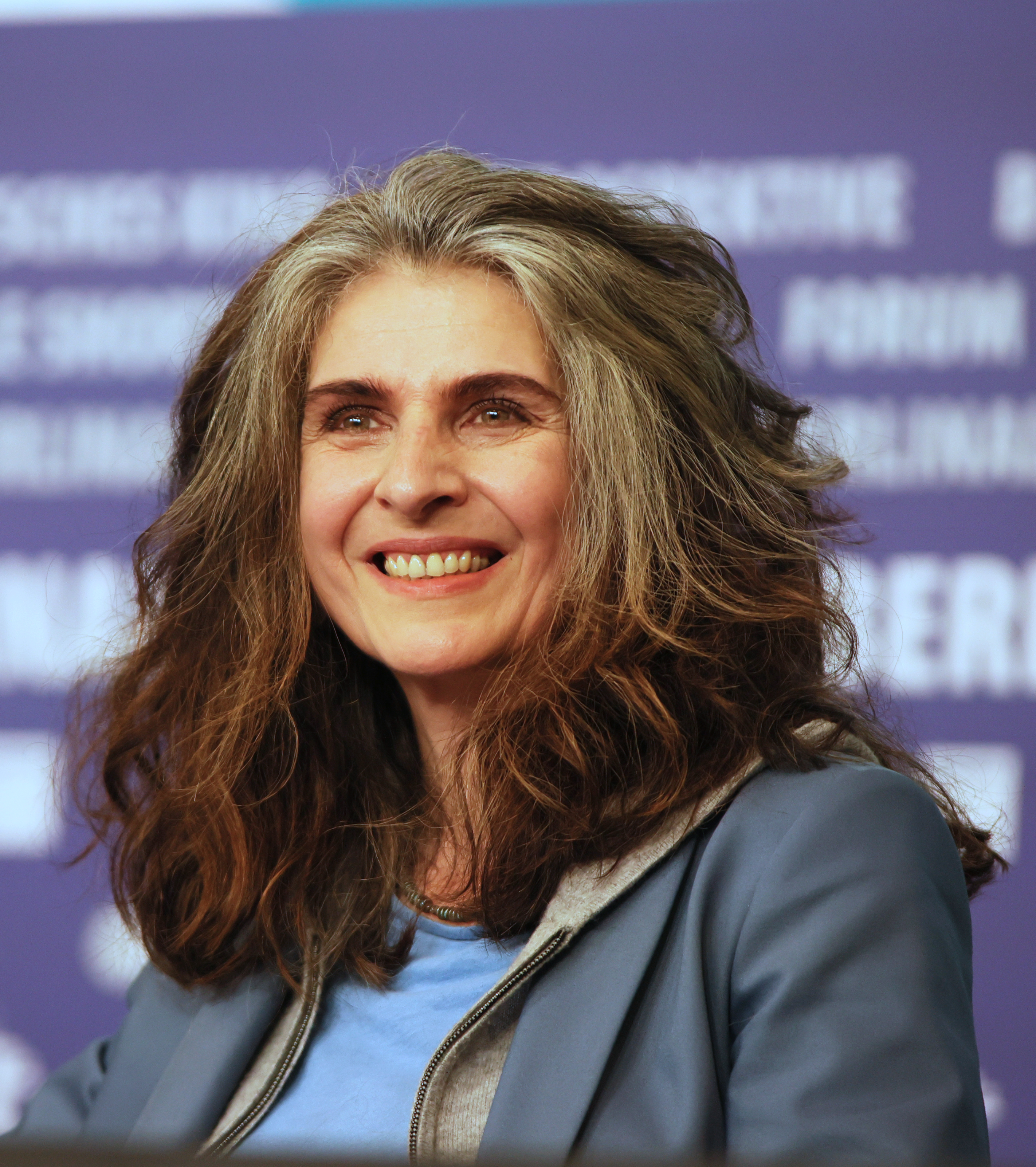
Laila Stieler, laureatka Srebrnego Niedźwiedzia za najlepszy scenariusz.

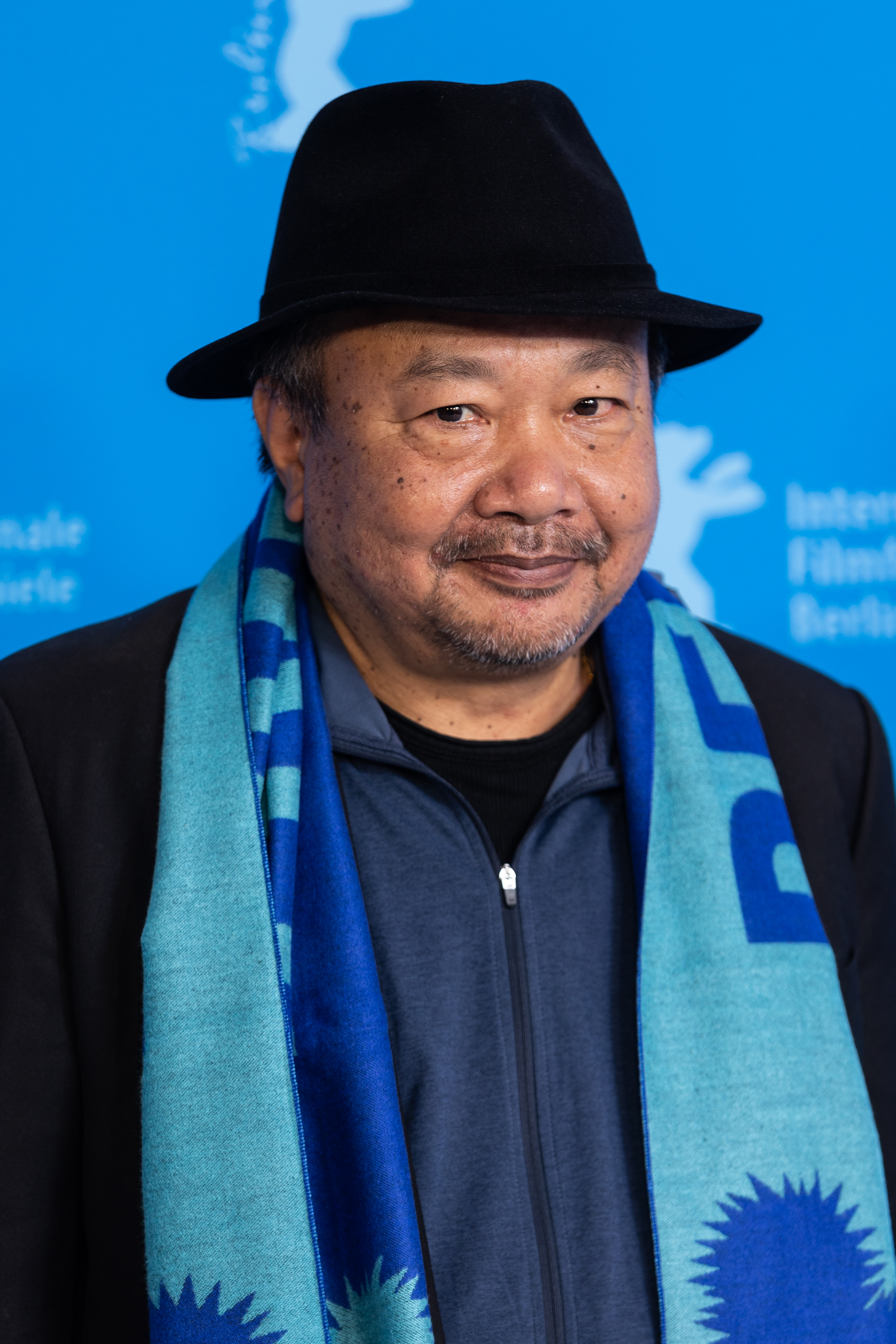
Nagrodzony kambodżański reżyser Rithy Panh.

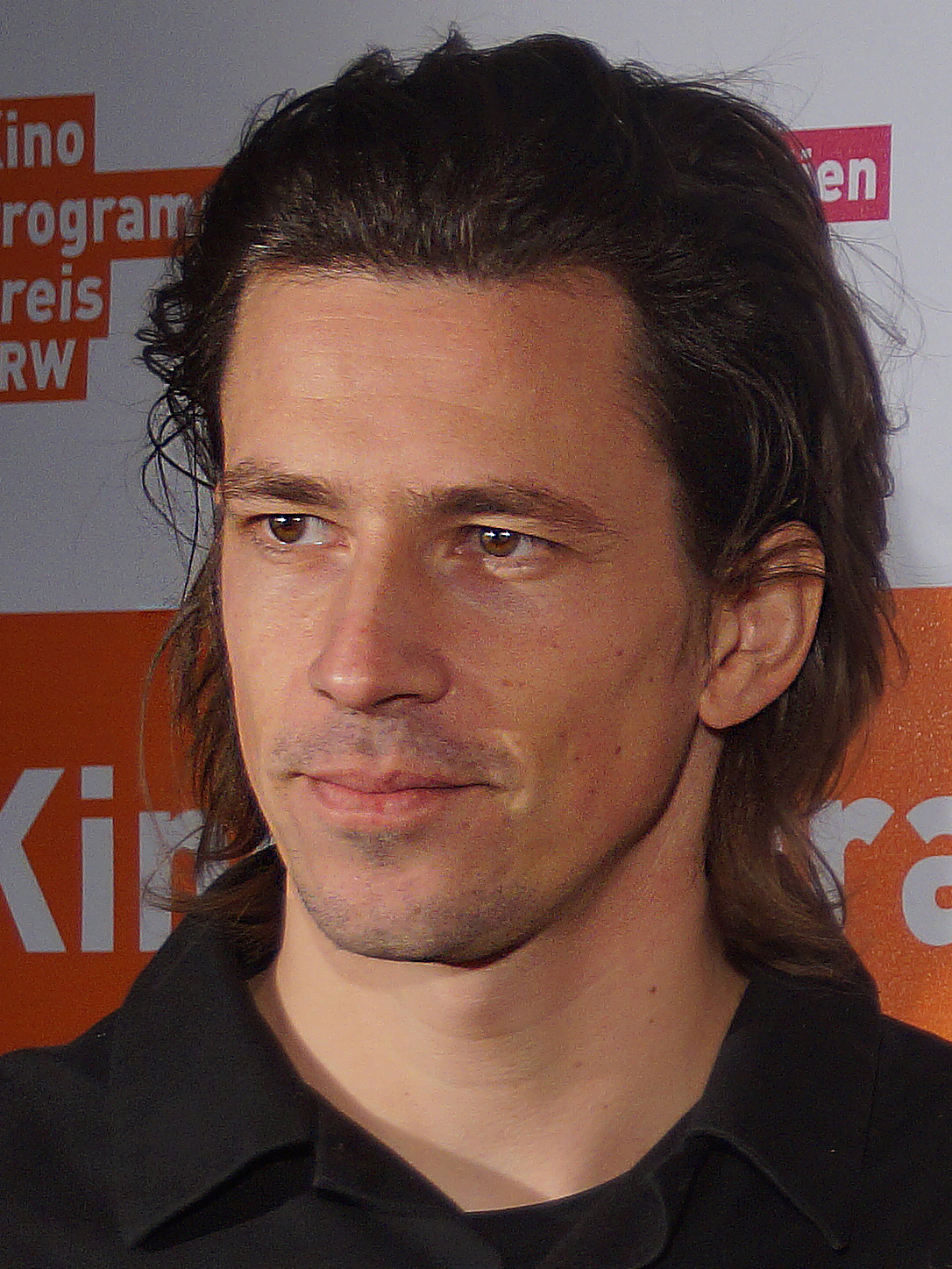
Michael Koch, zdobywca Wyróżnienia Specjalnego.

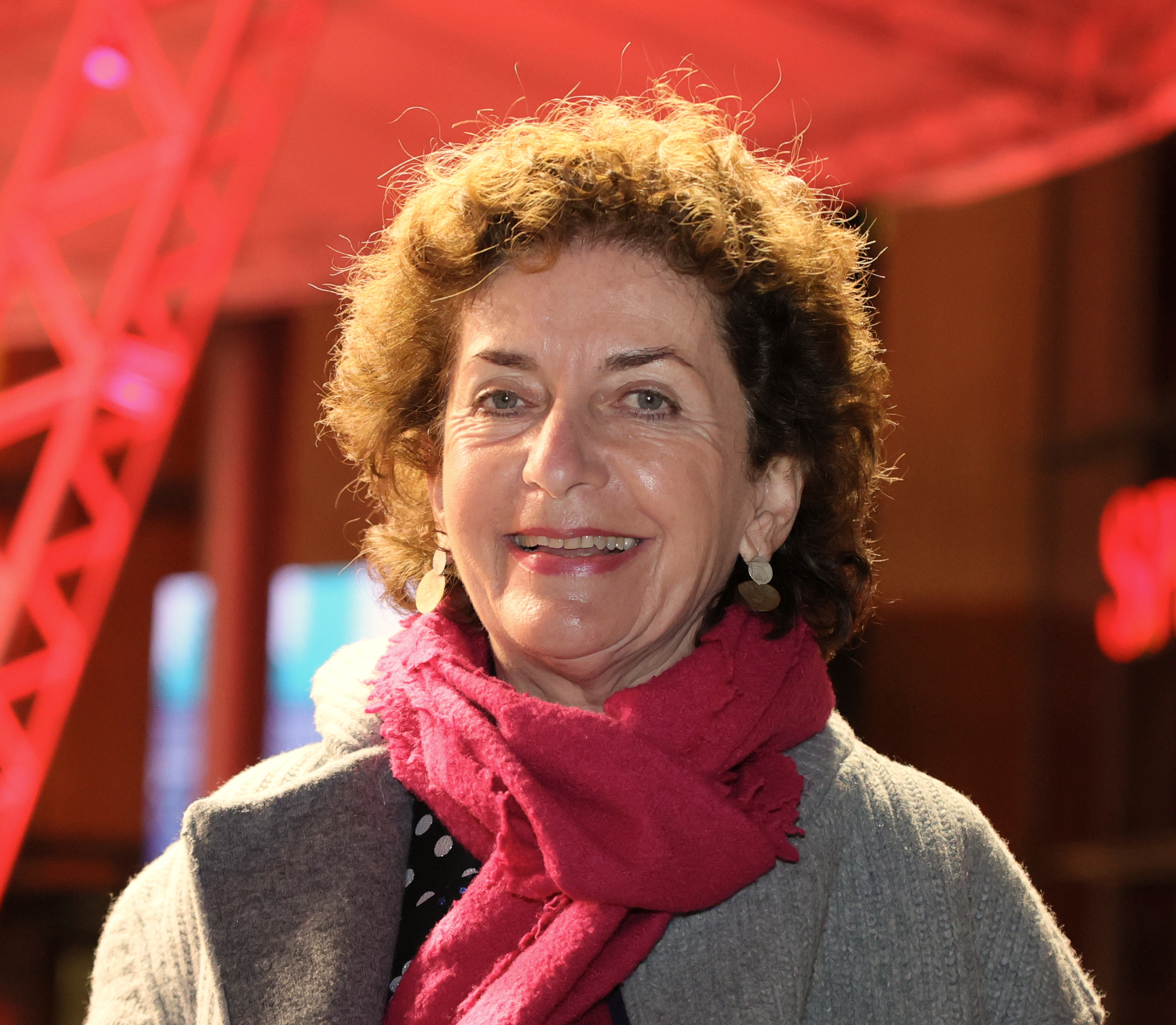
Ruth Beckermann, zdobywczyni nagrody głównej w sekcji „Spotkania”.

### Konkurs główny
Złoty Niedźwiedź
- Alcarràs, reż. Carla Simón

Srebrny Niedźwiedź – Nagroda Grand Prix Jury
- Film powieściowy, reż. Hong Sang-soo

Srebrny Niedźwiedź – Nagroda Jury
- Ukryty klejnot, reż. Natalia López Gallardo

Srebrny Niedźwiedź dla najlepszego reżysera
- Claire Denis – Niewierna

Srebrny Niedźwiedź za najlepszą rolę główną
- Meltem Kaptan – Rabiye Kurnaz kontra George W. Bush

Srebrny Niedźwiedź za najlepszą rolę drugoplanową
- Laura Basuki – Nana

Srebrny Niedźwiedź za najlepszy scenariusz
- Laila Stieler – Rabiye Kurnaz kontra George W. Bush

Srebrny Niedźwiedź za wybitne osiągnięcie artystyczne
- Rithy Panh i Sarith Mang – Wszystko będzie dobrze

Wyróżnienie Specjalne
- Kawałek nieba, reż. Michael Koch

### Sekcja „Spotkania”
Nagroda Główna
- Mutzenbacher, reż. Ruth Beckermann

Nagroda Specjalna Jury
- Do piątku, Robinsonie, reż. Mitra Farahani

Nagroda za reżyserię
- Cyril Schäublin – Niepokój

### Konkurs debiutów reżyserskich
Nagroda GWFF za najlepszy debiut reżyserski
- Słońce, reż. Kurdwin Ayub

### Konkurs filmów dokumentalnych
Nagroda za najlepszy film dokumentalny
- Pamiętniki z Mjanmy, reż. The Myanmar Film Collective
  - Wyróżnienie:  Bez powrotu, reż. Ike Nnaebue

### Konkurs filmów krótkometrażowych
Złoty Niedźwiedź dla najlepszego filmu krótkometrażowego
- Trap, reż. Anastasia Veber

Srebrny Niedźwiedź – Nagroda Jury
- Niedzielny poranek, reż. Bruno Ribeiro

Wyróżnienie Specjalne
- Bird in the Peninsula, reż. Atsushi Wada

Kandydat do Europejskiej Nagrody Filmowej dla najlepszego filmu krótkometrażowego
- Siewca gwiazd, reż. Lois Patiño

### Sekcja „Generation”
Nagroda główna jury w sekcji „Generation Kplus”
- Film fabularny:  Cicha dziewczyna, reż. Colm Bairéad
  - Wyróżnienie:  Shabu, reż. Shamira Raphaëla

Nagroda specjalna jury w sekcji „Generation Kplus”
- Film krótkometrażowy:  Jeleń, reż. Hadi Babaeifar
  - Wyróżnienie:  Do Vancouver, reż. Artemis Anastasiadou

Nagroda główna jury w sekcji „Generation 14plus”
- Film fabularny:  Kind Hearts, reż. Gerard-Jan Claes i Olivia Rochette /  Schemat, reż. Farchat Szaripow

Nagroda specjalna jury w sekcji „Generation 14plus”
- Film krótkometrażowy:  Żegnaj, Jérôme!, reż. Adam Sillard, Gabrielle Selnet i Chloé Farr
  - Wyróżnienie:  Niebieski szum, reż. Simon Maria Kubiena /  Tinashé, reż. Tig Terera

Kryształowy Niedźwiedź – Nagroda główna jury dziecięcego w sekcji „Generation Kplus”
- Film fabularny:  Królowa komedii, reż. Sanna Lenken
  - Wyróżnienie:  Cicha dziewczyna, reż. Colm Bairéad
- Film krótkometrażowy:  Bez śladu, reż. Emma Branderhorst
  - Wyróżnienie:  Luce i skała, reż. Britt Raes

Kryształowy Niedźwiedź – Nagroda główna jury młodzieżowego w sekcji „Generation 14plus”
- Film fabularny:  Alis, reż. Clare Weiskopf i Nicolás van Hemelryck
  - Wyróżnienie:  Stay Awake, reż. Jamie Sisley
- Film krótkometrażowy:  Urodzona w Damaszku, reż. Laura Wadha
  - Wyróżnienie:  Nie ma tu nic do zobaczenia, reż. Nicolas Bouchez

### Nagrody gremiów niezależnych
Nagroda Jury Ekumenicznego
- Konkurs główny:  Jeden rok, jedna noc, reż. Isaki Lacuesta
- Sekcja „Panorama”:  Klondike, reż. Maryna Er Horbacz
- Sekcja „Forum”:  Geografie samotności, reż. Jacquelyn Mills

Nagroda FIPRESCI
- Konkurs główny:  Leonora addio, reż. Paolo Taviani
- Sekcja „Spotkania”:  Coma, reż. Bertrand Bonello
- Sekcja „Panorama”:  Bettina, reż. Lutz Pehnert
- Sekcja „Forum”:  Super Natural, reż. Jorge Jácome

Nagroda Stowarzyszenia Niemieckich Kin Studyjnych
- Rabiye Kurnaz kontra George W. Bush, reż. Andreas Dresen

Nagroda CICAE (Międzynarodowej Konfederacji Kin Studyjnych)
- Sekcja „Panorama”:  Sklep całodobowy, reż. Michael Borodin
- Sekcja „Forum”:  Geografie samotności, reż. Jacquelyn Mills

Nagroda Label Europa Cinemas dla najlepszego filmu europejskiego
- Piękne istoty, reż. Guðmundur Arnar Guðmundsson

Nagroda Teddy dla najlepszego filmu o tematyce LGBT
- Film fabularny:  Trzy smutne tygrysy, reż. Gustavo Vinagre
- Film dokumentalny:  Alis, reż. Clare Weiskopf i Nicolás van Hemelryck
- Film krótkometrażowy:  Mars exalté, reż. Jean-Sébastien Chauvin
- Nagroda Jury:  Nelly i Nadine, reż. Magnus Gertten

Nagroda Caligariego za innowacyjność w sekcji „Forum”
- Geografie samotności, reż. Jacquelyn Mills

Nagroda Pokoju
- Wszystko dobrze, reż. Teresa A. Braggs

Nagroda Amnesty International
- Pamiętniki z Mjanmy, reż. The Myanmar Film Collective

Nagroda im. Heinera Carowa w sekcji „Perspective Deutsches Kino”
- Rafael Starman za zdjęcia do filmu Siła, reż. Constantin Hatz

Nagroda Compass w sekcji „Perspective Deutsches Kino”
- Tylko dla pań, reż. Rebana Liz John

Nagroda AG Kino – Gilde w sekcji „Generation 14plus”
- Stay Awake, reż. Jamie Sisley

### Nagrody publiczności
Nagroda publiczności w sekcji „Panorama”
- Film fabularny:  Szczęście, reż. Askar Uzabajew
- Film dokumentalny:  Miłość, forsa i śmierć, reż. Cem Kaya

### Nagrody honorowe i specjalne
Honorowy Złoty Niedźwiedź za całokształt twórczości
- Isabelle Huppert[12]